# ピーター・ヴィアテル
ピーター・ヴィアテル（Peter Viertel、1920年11月16日 - 2007年11月4日）は、アメリカ合衆国の脚本家、作家。日本では"ヴィアテル" は "ヴァーテル" とも記載。

## 来歴・人物
1920年、ユダヤ系の両親のもとで、ヴァイマール共和国時代のドイツ・ドレスデン生まれ。父親は作家、母親は作家・女優であった。1928年、米国西海岸ロス近郊サンタモニカに移住。
居住するサンタモニカ・キャニオン (Santa Monica Canyon) は、ハリウッドの知識人らが集まるサロンの場であり、またヨーロッパ知識人のエミグレのコミュニティの場所だった。近隣には、ナチス・ドイツ成立により、バイエルン地方アウクスブルクからスカンジナビア経由で1941年にサンタモニカに逃がれてきた劇作家ベルトルト・ブレヒトがいた。
少年時代のヴィアテルは、周囲を取り巻くヨーロッパ的な環境より、南カリフォルニアの若者文化に共感していた。ブレヒトは天才に近い人かもしれないが、ヴィアテルにとっては共感を感じるよりもただの可笑しい (funny) 人でしかなかった（1992年の「インターナショナル・ヘラルド・トリビューン」(International Herald Tribune) 紙上等で語っている ）。
1941年にダートマス大学卒業後、海兵隊に入隊したが、19歳時に出版し好評を得ていた小説「The Canyon」(1940)、ヒッチコックのために書き上げた「逃走迷路 (Saboteur)」(1942)、さらに脚本映画「The Hard Way」(1943) など、明らかに知能指数の高さや頭の良さが判る経歴が目に留まり、CIAの前身OSSにリクルートされ、ドイツ系だったことにより第二次世界大戦ではヨーロッパ戦線に従事した。
戦後はテレビシリーズや映画の脚本ないしシナリオライターの世界に生きた。「アフリカの女王」や「Beat the Devil」(1953)
のジョン・ヒューストンや、ビリー・ワイルダー、ジョン・スタージェス、ロジェ・ヴァディムらと共にしたが、ハリウッドの映画プロダクションのために仕事をした稼ぎで、自身の小説を書き続けることができた。
前妻ヴァージニア・リー・リイの前夫は、ヴィアテルと同職の映画脚本家・作家バッド・シュールバーグ。ヴァージニアが妊娠中の時、ヴィアテルは「ジバンシィ」ブランドのミューズだったフランス人ファッションモデルのベッティーナ・グラツィアーニ（en）と同居していたが、1955年にグラツィアーニがイスラム教ニザール派イマームアーガー・ハーン3世の子アリ・カーン王子（en, 女優リタ・ヘイワースは前妻）と結婚し、逆に捨てられた形となった。1958年もしくは1959年に離婚（法的には離婚していない）。離婚後、ヴァージニアはアルコールと睡眠薬に依存していたが、1960年1月、ロスの自宅で夜中に向かった浴室で、たばこの火を可燃性ガウンのポケットに不注意で落として火が周り火傷を負い死去した。1960年7月に再婚した女優デボラ・カーとは、それぞれ再婚同士。2007年11月4日、悪性リンパ腫で死去。
映画の脚本シナリオ以外に小説も善くし、邦訳作品に、少年と美しい人妻の激しいなかにも哀愁の漂うラブロマンを描いた名作「少年の日」(角川文庫、1971年刊) がある。演劇の脚本作品もある。

## 脚本作品
- ホワイトハンター ブラックハート 1990 クリント・イーストウッド監督主演。ユダヤ人差別のシーンが前編で描かれている。
- 真夜中へ五哩 1962
- 老人と海 1958
- 陽はまた昇る
- 暁前の決断 1951
- ストレンジャーズ6
- 逃走迷路 1942
- 虚栄の花
- アフリカの女王 1951
- 月夜の宝石

## 小説
- 少年の日 (ピーター・ヴァーテルの名で1975年、角川文庫より刊行)